# Caridina pingioides
Caridina pingioides е вид десетоного от семейство Atyidae.

## Разпространение
Видът е разпространен в Китай.